# ديار آل بن سالم (القطن)
'

تعديل مصدري - تعديل

ديار ال بن سالم هي إحدى قرى عزلة القطن بمديرية القطن التابعة لمحافظة حضرموت، بلغ تعداد سكانها 17 نسمة حسب تعداد اليمن لعام 2004.